# Покровское (Нестеровское сельское поселение)
Покровское — деревня в Сокольском районе Вологодской области.
Входит в состав Нестеровского сельского поселения (с 1 января 2006 года по 13 апреля 2009 года входила в Кокошиловское сельское поселение), с точки зрения административно-территориального деления — в Кокошиловский сельсовет.
Расстояние до районного центра Сокола по автодороге — 47 км, до центра муниципального образования Нестерова по прямой — 9 км. Ближайшие населённые пункты — Кромино, Середнее, Кокошилово, Герасимово.
По данным переписи в 2002 году постоянного населения не было.

## История
Село возникло рядом с Покровским Глушицким монастырем, основанным Дионисием Глушицким на реке Глушица в 1403 году. Монастырь был закрыт в 1919 году, после 1944 года был разобран на кирпич Покровский храм, в 1950-х годах была уничтожена бо́льшая часть построек монастыря. В 1992 году сохранившийся деревянный храм во имя преподобных Дионисия и Амфилохия был открыт как приходской, к нач. 2006 года он был приписан к Димитриеву Прилуцкому монастырю.